# فابریک گرانژه
فابریک گرانژه (انگلیسی: Fabrice Grange؛ زادهٔ ۳ دسامبر ۱۹۷۱) بازیکن فوتبال اهل فرانسه است.
از باشگاه‌هایی که در آن بازی کرده‌است می‌توان به باشگاه فوتبال المپیک لیون اشاره کرد.